# کارولینا پینی
کارولینا پینی (انگلیسی: Carolina Pini؛ زادهٔ ۱۳ ژوئن ۱۹۸۸) بازیکن فوتبال اهل ایتالیا است.
از باشگاه‌هایی که در آن بازی کرده‌است می‌توان به باشگاه فوتبال زنان بایرن مونیخ و باشگاه فوتبال فیورنتینا اشاره کرد.
وی همچنین در تیم‌های ملی فوتبال زنان ایتالیا بازی کرده‌است.